# Documenti su Giuseppe Pinelli
Documenti su Giuseppe Pinelli ist ein italienischer Episodenfilm der Regisseure Elio Petri und Nelo Risi aus dem Jahr 1970 mit Gian Maria Volonté in der Hauptrolle des gespielten Mittelteils – bei der ersten und dritten Episode handelt es sich jeweils um einen Dokumentarfilm. Anlass des Films war der Tod des Anarchisten Giuseppe Pinelli, der im Rahmen einer Verhaftungswelle bei einem Verhör aus dem Fenster stürzte.

## Handlung
Episode 1. Regie Nelo Risi – Dokumentation der weltweiten politisch motivierten Ereignisse der Jahre 1968 bis 1969, beginnend mit dem Vietnamkrieg, über die Attentate auf Martin Luther King und Robert Kennedy, bis zu dem Tod von Giuseppe Pinelli in Mailand.
Episode 2. Regie Elio Petri – (Tre Ipotesi Sulla Morte dell'Anarchco Giuseppe Pinelli) In drei Versionen (Hypothesen) wird die Szene im Polizeigebäude nachgespielt, während der Giuseppe Pinelli starb. Vier Männer spielen die Polizisten und einer den verhafteten Pinelli. Allen Szenen ist gemeinsam, dass sie keinen schlüssigen Ansatz finden können, wie es Pinelli gelungen sein könnte, bei der Bewachung aus dem Fenster zu springen, weshalb sie ihn in der dritten Version gemeinsam aus dem Fenster schmeißen und es als Selbstmord hinstellen.
Episode 3. Regie Nelo Risi – Dokumentation über Giuseppe "Pino" Pinelli und seine Aktivitäten. Es kommen Freunde, politische Mitstreiter und sonstige Zeitzeugen zu Wort, die ein komplexes Bild der Persönlichkeit Pinellis widerspiegeln.

## Hintergrund
Aus Anlass der politischen Ereignisse in Italien, Ende der 1960er Jahre, die sich mit dem Bombenattentat von Mailand am 12. Dezember 1969, bei dem 17 Menschen starben, und der darauf folgenden Verhaftungswelle zuspitzte, in deren Folge Giuseppe Pinelli am 15. Dezember 1969 starb, verstanden Elio Petri und Nelo Risi ihren Film als Manifest gegen die aus ihrer Sicht konkrete Gefahr, einer neuerlichen Diktatur in Italien. Entsprechend wurde der Film von Regisseuren und Drehbuchautoren unterzeichnet, die im Abspann aufgeführt werden, darunter Bernardo Bertolucci, Sergio Corbucci, Damiano Damiani, Giuseppe De Santis, Mario Monicelli, Pier Paolo Pasolini, Francesco Rosi, Ettore Scola, Luchino Visconti  und Valerio Zurlini. Pasolini drehte 1972 mit anderen Mitstreitern zur selben Thematik den Film 12 dicembre.